# Club Balonmano Eón Alicante
Club Balonmano Eón Alicante ist ein spanischer Handballverein aus Alicante. Aus Sponsoringgründen tritt der im Jahr 2017 als Club Balonmano Sporting Alicante gegründete Verein auch unter dem Namen Horneo EÓN Alicante an.

## Geschichte
In Alicante wurde von den 1950er-Jahren an bis in die 1980er erfolgreich Handball gespielt, der Club Deportivo Obras del Puerto, der später in Club Balonmano Calpisa, CB Tecnisa Alicante, CB Tecnisán Alicante und CB Helados Alacant umbenannt wurde, gehörte im Jahr 1958 zu den Gründungsmitgliedern der División de Honor, Spaniens oberster Liga. Er gewann die spanische Meisterschaft 1975, 1976, 1977 und 1978, den spanischen Pokal 1975, 1976, 1977, 1980 und 1986 sowie den Europapokal der Pokalsieger 1980.
Der Handball wurde dann ab 2017 im Verein Club Balonmano Sporting Alicante wieder mit dem Ziel des Aufstiegs in die erste Liga betrieben. Der Verein trat auch unter dem Namen Horneo Sporting Alicante an, bevor er ab 2022 unter EÓN Horneo Alicante und seit 2024 unter EÓN Balonmano Alicante firmierte.
Die erste Männer-Mannschaft trat in der Spielzeit 2024/2025 in der División de Honor Plata, der zweiten spanischen Liga, an, und erreichte den Aufstieg in die Liga Asobal.

## Name
Der Name Eón steht für die Ewigkeit bzw. die Gottheit der ewigen Zeit und des Wohlstands (→siehe Äon).

## Spielstätte
Der Verein trägt seine Heimspiele im Pabellón Municipal Pitiu Rochel aus.